# Mikhaïl Koulechov
Pour les articles homonymes, voir Koulechov.
Mikhaïl Vassilievitch Koulechov - en russe : Михаил Васильевич Кулешов, et en anglais : Mikhail Kuleshov (né le 7 juillet 1981 à Perm, URSS actuelle Russie) est un joueur professionnel russe de hockey sur glace.

## Carrière en club
En 1998, il commence sa carrière en Superliga avec l'Avangard Omsk. La même année, il est choisi au cours du repêchage d'entrée dans la Ligue nationale de hockey par l'Avalanche du Colorado en 1e ronde, en 25e position. Par la suite, il passe au Severstal Tcherepovets et au SKA Saint-Pétersbourg. En 2000-2001, il part en Amérique du Nord. Il joue trois ans avec les Bears de Hershey de la LAH. Il joue également trois matchs de LNH avec l'Avalanche en 2003-2004 mais ne parvient pas à s'y imposer. De retour au pays au SKA Saint-Pétersbourg, il porte ensuite les couleurs Molot Prikamie Perm. En 2005-2006, il joue sa dernière saison en Biélorussie avec le HK Iounost Minsk.

## Statistiques
| Saison    | Équipe                 | Ligue       |    | Saison régulière | Saison régulière | Saison régulière | Saison régulière | Saison régulière |   | Séries éliminatoires | Séries éliminatoires | Séries éliminatoires | Séries éliminatoires | Séries éliminatoires |
| Saison    | Équipe                 | Ligue       | PJ | B                | A                | Pts              | Pun              | PJ               | B | A                    | Pts                  | Pun                  |                      |                      |
| 1997-1998 | Avangard Omsk          | Superliga   | 4  | 1                | 0                | 1                | 4                | -                | - | -                    | -                    | -                    |                      |                      |
| 1998-1999 | Severstal Tcherepovets | Superliga   | 15 | 2                | 0                | 2                | 8                | 3                | 0 | 0                    | 0                    | 4                    |                      |                      |
| 1999-2000 | Severstal Tcherepovets | Superliga   | 9  | 0                | 0                | 0                | 4                | -                | - | -                    | -                    | -                    |                      |                      |
| 2000-2001 | SKA Saint-Pétersbourg  | Superliga   | 7  | 0                | 0                | 0                | 8                | -                | - | -                    | -                    | -                    |                      |                      |
| 2000-2001 | Bears de Hershey       | LAH         | 3  | 0                | 0                | 0                | 4                | 11               | 1 | 0                    | 1                    | 0                    |                      |                      |
| 2001-2002 | Bears de Hershey       | LAH         | 60 | 8                | 11               | 19               | 43               | 7                | 0 | 1                    | 1                    | 4                    |                      |                      |
| 2002-2003 | Bears de Hershey       | LAH         | 77 | 7                | 13               | 20               | 76               | 5                | 0 | 0                    | 0                    | 6                    |                      |                      |
| 2003-2004 | Bears de Hershey       | LAH         | 55 | 4                | 6                | 10               | 38               | -                | - | -                    | -                    | -                    |                      |                      |
| 2003-2004 | Avalanche du Colorado  | LNH         | 3  | 0                | 0                | 0                | 0                | -                | - | -                    | -                    | -                    |                      |                      |
| 2004-2005 | SKA Saint-Pétersbourg  | Superliga   | 11 | 0                | 0                | 0                | 6                | -                | - | -                    | -                    | -                    |                      |                      |
| 2004-2005 | Molot Prikamie Perm    | Superliga   | 23 | 0                | 3                | 3                | 16               | -                | - | -                    | -                    | -                    |                      |                      |
| 2005-2006 | HK Iounost Minsk       | Biélorussie | 22 | 5                | 6                | 11               | 22               | -                | - | -                    | -                    | -                    |                      |                      |